# 1,2-环戊二酮
1,2-环戊二酮（英語：1,2-Cyclopentanedione）是一种有机化合物，结构简式为(CH2)3(CO)2，它是1,3-环戊二酮的同分异构体。
1,2-环戊二酮可由戊二酸二乙酯和乙二酸二甲酯在碱性条件下缩合后再经水解与脱羧制备。
它的烯醇形式比二酮形式更稳定，能量低1-3 kcal/mol，其烯醇结构经X射线衍射确认。
1,2-环戊二酮的衍生物有2-羟基-3-甲基-2-环戊烯-1-酮，可作为食品添加剂。